# Heliodoxa xanthogonys
Brilhante-dos-tepuis ou brilhante-veludo (Heliodoxa xanthogonys) é uma espécie de ave pertencente à família Trochilidae, endêmica da região do Monte Roraima.

## Subespécies
São reconhecidas duas subespécies:
- Heliodoxa xanthogonys xanthogonys (Salvin & Godman, 1882) - ocorre nos Tepuis do sul da Venezuela e na região adjacente da Guiana;
- Heliodoxa xanthogonys willardi (Weller & Renner, 2001) - ocorre no sul da Venezuela e no norte do Brasil, no estado de Roraima na região do pico da Neblina e na Serra do Imeri.